# Antonio Maceo

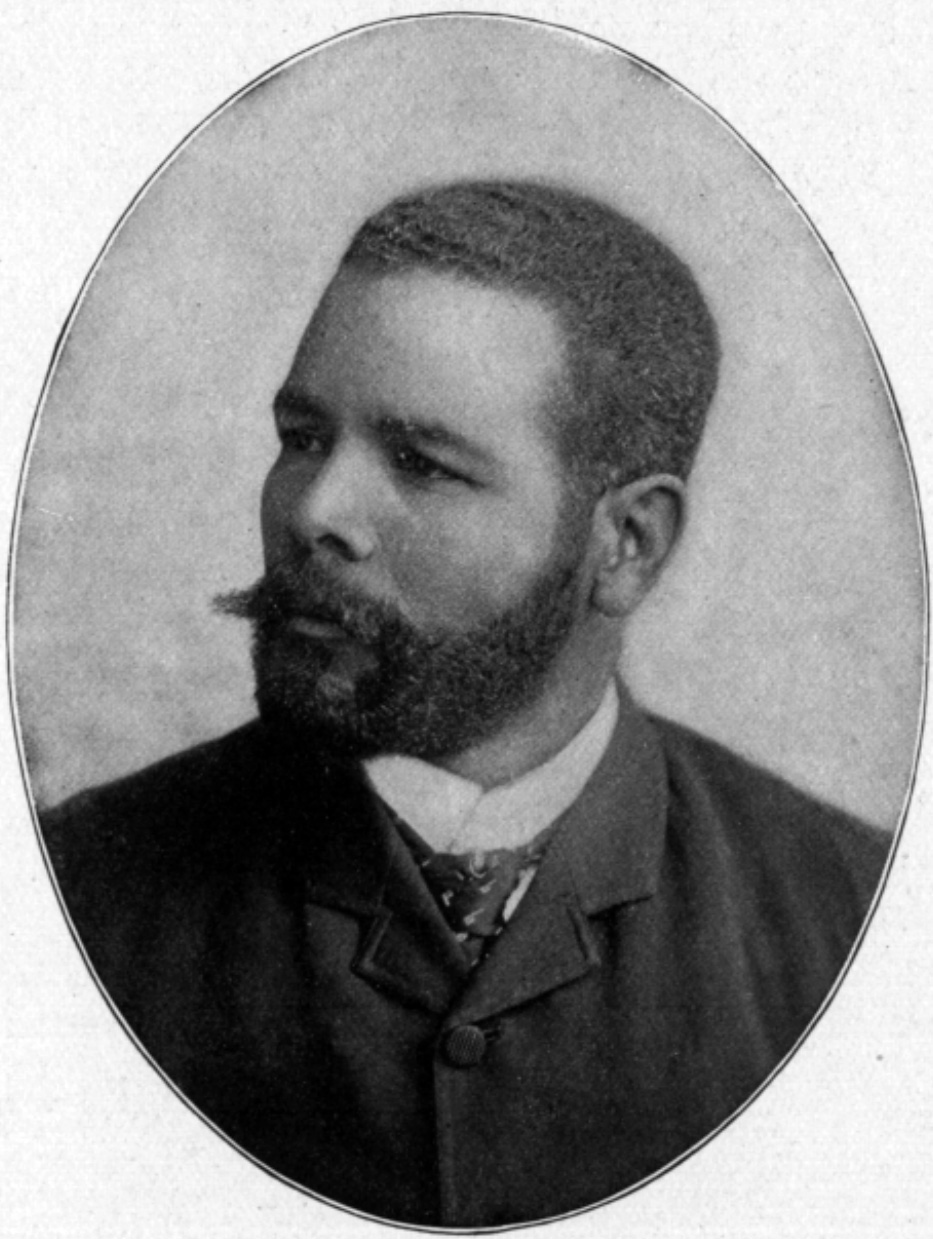
Antonio Maceo

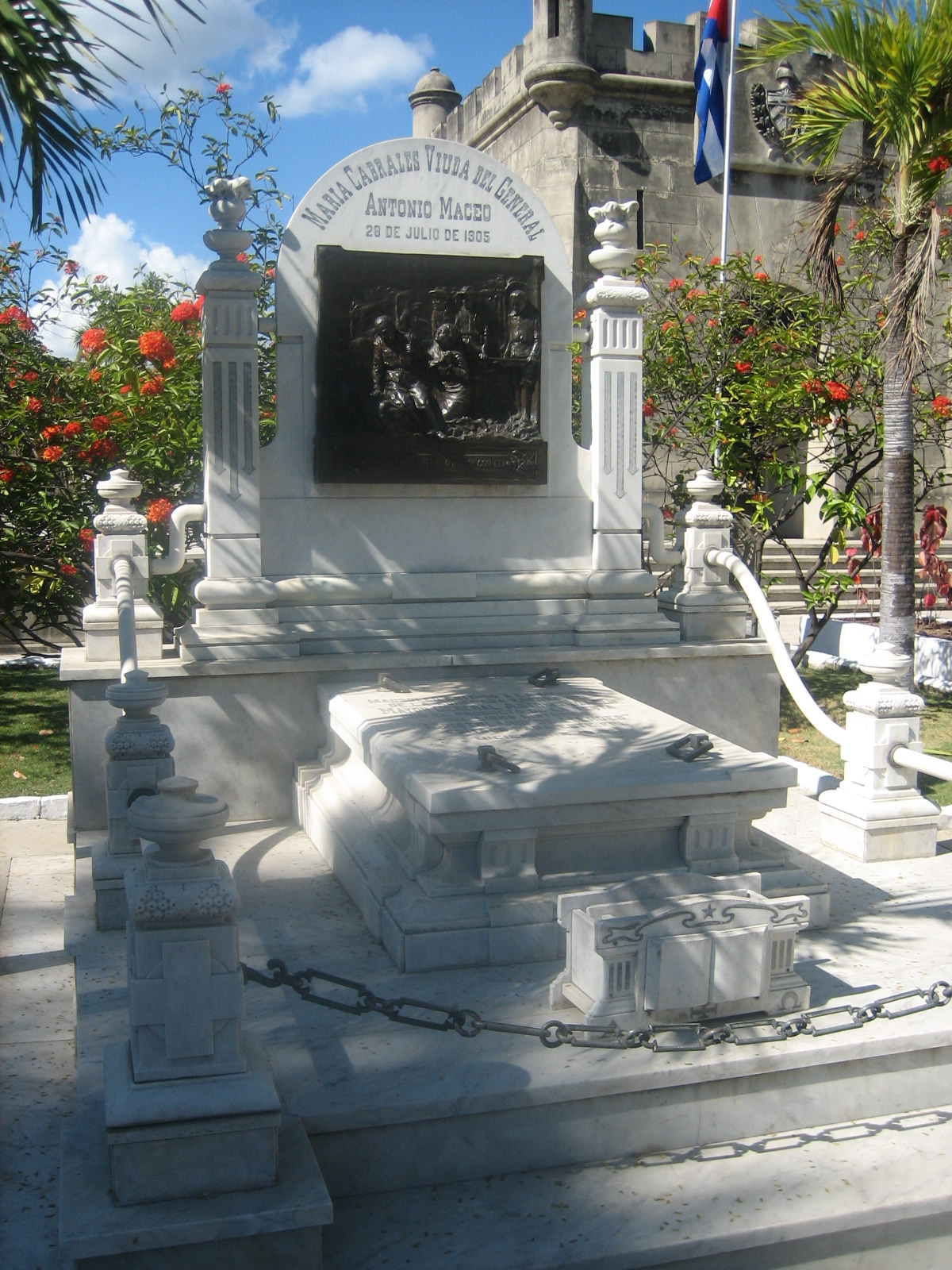
Graf van Antonio Maceo

Antonio Maceo, voluit: José Antonio de la Caridad Maceo y Grajales (Santiago de Cuba, Cuba, 14 juni 1845 – Punta Brava, Cuba, 7 december 1896), was een belangrijk onafhankelijkheidsstrijder en militair leider in Cuba.
Als zoon van een Venezolaanse vader en een Afro-Cubaanse moeder werkte Maceo eerst als ondernemer en landbouwer. Hij ontwikkelde echter een actieve interesse in de politieke ontwikkelingen in Cuba.
Cuba was toen een van de resterende Spaanse koloniën in Amerika, maar daarover was groeiende ontevredenheid onder steeds grotere delen van de bevolking. Niet alleen leefde een groot deel van de Afro-Cubaanse bevolking nog in slavernij, maar ook een deel van de lokale, Creoolse (blank-Cubaanse) planters en elite wilde onder het administratieve Spaanse juk uit.
Dit leidde tot een eerste opstand in het oosten van Cuba in 1868, die een periode van onafhankelijkheidsstrijd inzette bekend als de Guerra de los Diez Años (Oorlog van Tien Jaar), en die duurde tot 1878.
Maceo deed mee aan deze oorlog aan de kant van de pro-onafhankelijkheid-rebellen (bekend als "mambises") en door zijn militaire capaciteiten promoveerde hij in de loop van de oorlog tot brigadegeneraal.
Maceo was tegen de vredesovereenkomst met Spanje in 1878 vanwege de beperkte concessies – onafhankelijkheid was niet verleend, maar ook de slavernij was niet afgeschaft – en niet lang erna hervatte Maceo, samen met anderen, de gewapende strijd. Zo plande Maceo een invasie van Cuba in 1879, welke uiteindelijk mislukte.
In de periode van wapenstilstand, tussen 1879 en 1895, en geleerd hebbende van de eerdere mislukte pogingen, bereidde Maceo een nieuwe aanval tegen de machthebbers op Cuba voor, samen met onder meer José Martí. Maceo kwam aan in Baracoa, in een bergachtig gebied in Oost-Cuba, in 1895 en verzamelde daar mensen om het offensief te starten. Opperbevelhebber tijdens de zo begonnen Cubaanse Onafhankelijkheidsoorlog werd Máximo Gómez en Maceo werd (direct onder hem) onderbevelhebber en luitenant-generaal. Zij gaven leiding aan een invasie van westelijk Cuba richting de hoofdstad Havana, welke relatief steeds succesvoller werd, zeker gezien de militaire overmacht van de Spanjaarden.
Eind 1896 werd er een bijeenkomst gepland tussen Maceo en Gómez voor verdere bespreking van de militaire strategie.
Maceo sneuvelde echter uiteindelijk kort hiervoor op 7 december in 1896 in Punta Brava, nabij Havana, na te zijn overvallen door Spaanse troepen.

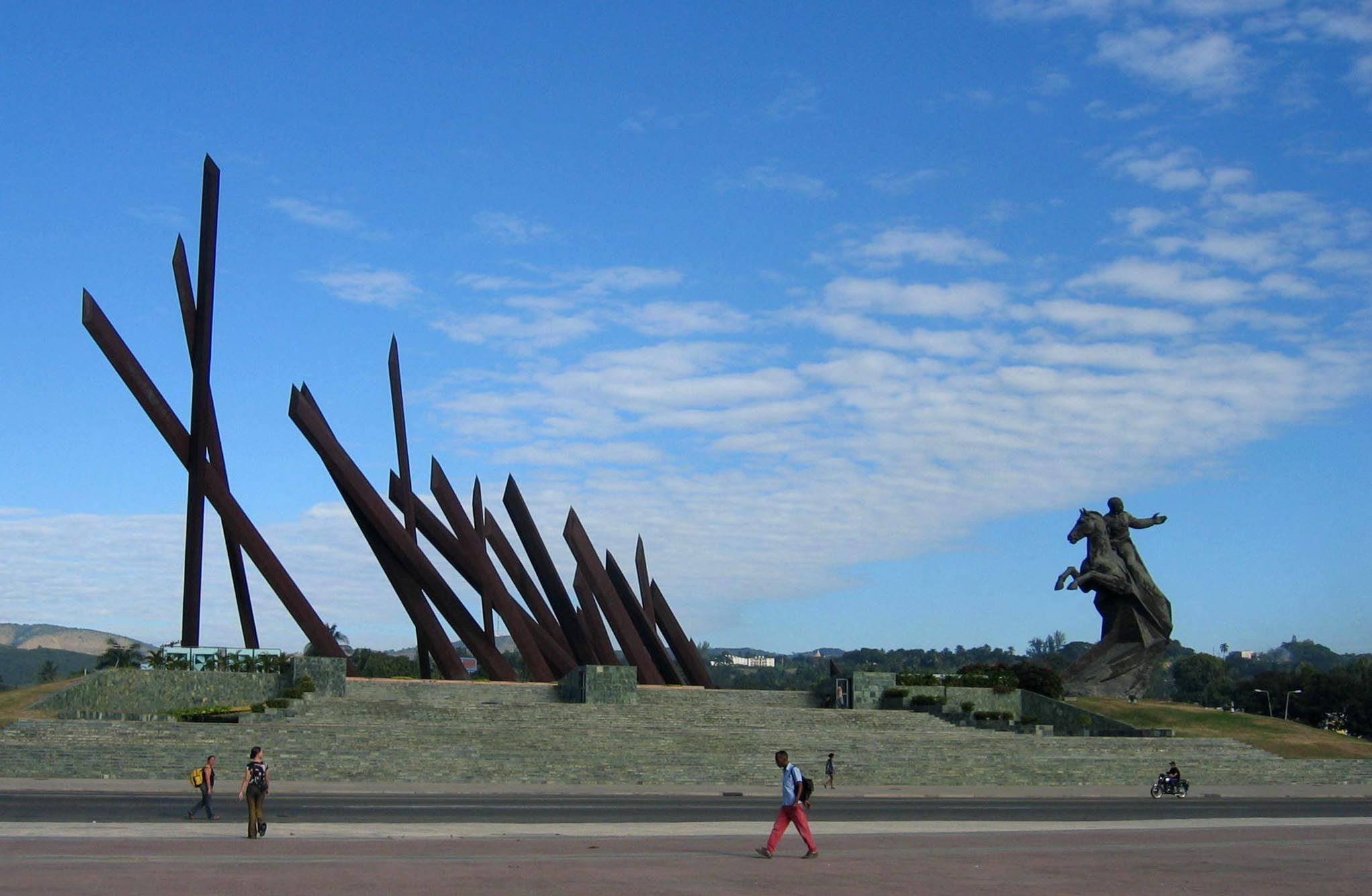
Monumento aan Maceo in Santiago de Cuba

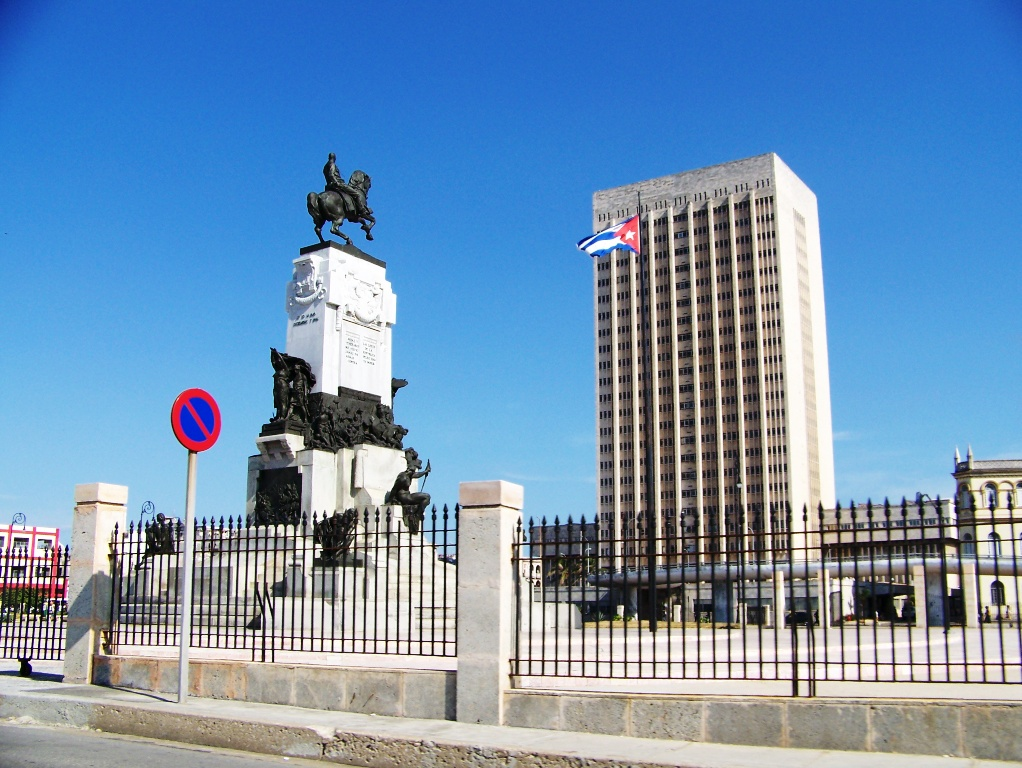
Hermanos Ameijeras Ziekenhuis, links het monument aan Antonio Maceo

Maceo had, door zijn huidskleur, status en statuur, de bijnaam "El Titan de Bronce" (de bronzen titaan/gigant).
Onder meer de luchthaven bij Santiago de Cuba (de tweede stad in grootte van Cuba) is genoemd naar Maceo. In Santiago de Cuba staat ook een standbeeld ter ere van hem. In Havana is er een monument aan Maceo bij het Hermanos Ameijeiras Ziekenhuis en de Malecon. Even buiten de plaats Baracoa is er een memorial gewijd aan Maceo en tevens een rij graven van omgekomen militairen.